# Famelica monoceros
Famelica monoceros é uma espécie de gastrópode do gênero Famelica, pertencente a família Raphitomidae.